# 383
Il 383 (CCCLXXXIII in numeri romani) è un anno  del IV secolo.

## Eventi

### Impero romano
- Merobaude (II) e Saturnino sono eletti consoli.
- Gennaio - Teodosio I associa il figlio Arcadio al trono.
- Primavera - Magno Massimo si proclama imperatore.
- In Persia Sapore III succede ad Ardashir II.
- Sesto Claudio Petronio Probo ricopre l'incarico di prefetto del pretorio d'Italia, poi gli succede Nonio Attico Massimo; Quinto Aurelio Simmaco diviene praefectus urbi di Roma, Proculo comes Orientis; Ricomere è magister militum per Orientem.
- Nuove incursioni di Alemanni sono respinte dall'imperatore Graziano lungo l'alto corso del Reno e del Danubio.
- Teodosio I chiede al teologo Eunomio una professione di fede.
- L'imperatore Graziano sposa la seconda moglie, Leta.
- 25 agosto - Graziano, inseguito dai soldati dell'usurpatore Magno Massimo, è raggiunto e ucciso a Singidunum.
- 31 agosto - Le spoglie dell'imperatrice Flavia Massima Faustina Costanza giungono a Costantinopoli.
- Il giorno di riposo, il dies solis, è rinominato dies dominicus e diventa obbligatorio.

### Resto del mondo
- Battaglia del fiume Fei: l'esercito di Fu Jian, sovrano di Quinquin, si scontra con quello della dinastia Jìn.

## Nati
- Melania la giovane, nobile romano († 439)

## Morti
- 30 maggio - Isacco di Dalmazia
- 25 agosto - Graziano, imperatore romano (n. 359)
- Ardashir II, sovrano persiano

## Calendario
| Calendario 383 | Calendario 383 | Calendario 383 | Calendario 383 | Calendario 383 | Calendario 383 | Calendario 383 | Calendario 383 | Calendario 383 | Calendario 383 | Calendario 383 | Calendario 383 | Calendario 383 | Calendario 383 | Calendario 383 | Calendario 383 | Calendario 383 | Calendario 383 | Calendario 383 | Calendario 383 | Calendario 383 | Calendario 383 | Calendario 383 | Calendario 383 | Calendario 383 | Calendario 383 | Calendario 383 | Calendario 383 | Calendario 383 | Calendario 383 | Calendario 383 | Calendario 383 | Calendario 383 |
| -------------- | -------------- | -------------- | -------------- | -------------- | -------------- | -------------- | -------------- | -------------- | -------------- | -------------- | -------------- | -------------- | -------------- | -------------- | -------------- | -------------- | -------------- | -------------- | -------------- | -------------- | -------------- | -------------- | -------------- | -------------- | -------------- | -------------- | -------------- | -------------- | -------------- | -------------- | -------------- | -------------- |
|                | 1              | 2              | 3              | 4              | 5              | 6              | 7              | 8              | 9              | 10             | 11             | 12             | 13             | 14             | 15             | 16             | 17             | 18             | 19             | 20             | 21             | 22             | 23             | 24             | 25             | 26             | 27             | 28             | 29             | 30             | 31             |                |
| Gennaio        | Do             | Lu             | Ma             | Me             | Gi             | Ve             | Sa             | Do             | Lu             | Ma             | Me             | Gi             | Ve             | Sa             | Do             | Lu             | Ma             | Me             | Gi             | Ve             | Sa             | Do             | Lu             | Ma             | Me             | Gi             | Ve             | Sa             | Do             | Lu             | Ma             |                |
| Febbraio       | Me             | Gi             | Ve             | Sa             | Do             | Lu             | Ma             | Me             | Gi             | Ve             | Sa             | Do             | Lu             | Ma             | Me             | Gi             | Ve             | Sa             | Do             | Lu             | Ma             | Me             | Gi             | Ve             | Sa             | Do             | Lu             | Ma             |                |                |                |                |
| Marzo          | Me             | Gi             | Ve             | Sa             | Do             | Lu             | Ma             | Me             | Gi             | Ve             | Sa             | Do             | Lu             | Ma             | Me             | Gi             | Ve             | Sa             | Do             | Lu             | Ma             | Me             | Gi             | Ve             | Sa             | Do             | Lu             | Ma             | Me             | Gi             | Ve             |                |
| Aprile         | Sa             | Do             | Lu             | Ma             | Me             | Gi             | Ve             | Sa             | Do             | Lu             | Ma             | Me             | Gi             | Ve             | Sa             | Do             | Lu             | Ma             | Me             | Gi             | Ve             | Sa             | Do             | Lu             | Ma             | Me             | Gi             | Ve             | Sa             | Do             |                |                |
| Maggio         | Lu             | Ma             | Me             | Gi             | Ve             | Sa             | Do             | Lu             | Ma             | Me             | Gi             | Ve             | Sa             | Do             | Lu             | Ma             | Me             | Gi             | Ve             | Sa             | Do             | Lu             | Ma             | Me             | Gi             | Ve             | Sa             | Do             | Lu             | Ma             | Me             |                |
| Giugno         | Gi             | Ve             | Sa             | Do             | Lu             | Ma             | Me             | Gi             | Ve             | Sa             | Do             | Lu             | Ma             | Me             | Gi             | Ve             | Sa             | Do             | Lu             | Ma             | Me             | Gi             | Ve             | Sa             | Do             | Lu             | Ma             | Me             | Gi             | Ve             |                |                |
| Luglio         | Sa             | Do             | Lu             | Ma             | Me             | Gi             | Ve             | Sa             | Do             | Lu             | Ma             | Me             | Gi             | Ve             | Sa             | Do             | Lu             | Ma             | Me             | Gi             | Ve             | Sa             | Do             | Lu             | Ma             | Me             | Gi             | Ve             | Sa             | Do             | Lu             |                |
| Agosto         | Ma             | Me             | Gi             | Ve             | Sa             | Do             | Lu             | Ma             | Me             | Gi             | Ve             | Sa             | Do             | Lu             | Ma             | Me             | Gi             | Ve             | Sa             | Do             | Lu             | Ma             | Me             | Gi             | Ve             | Sa             | Do             | Lu             | Ma             | Me             | Gi             |                |
| Settembre      | Ve             | Sa             | Do             | Lu             | Ma             | Me             | Gi             | Ve             | Sa             | Do             | Lu             | Ma             | Me             | Gi             | Ve             | Sa             | Do             | Lu             | Ma             | Me             | Gi             | Ve             | Sa             | Do             | Lu             | Ma             | Me             | Gi             | Ve             | Sa             |                |                |
| Ottobre        | Do             | Lu             | Ma             | Me             | Gi             | Ve             | Sa             | Do             | Lu             | Ma             | Me             | Gi             | Ve             | Sa             | Do             | Lu             | Ma             | Me             | Gi             | Ve             | Sa             | Do             | Lu             | Ma             | Me             | Gi             | Ve             | Sa             | Do             | Lu             | Ma             |                |
| Novembre       | Me             | Gi             | Ve             | Sa             | Do             | Lu             | Ma             | Me             | Gi             | Ve             | Sa             | Do             | Lu             | Ma             | Me             | Gi             | Ve             | Sa             | Do             | Lu             | Ma             | Me             | Gi             | Ve             | Sa             | Do             | Lu             | Ma             | Me             | Gi             |                |                |
| Dicembre       | Ve             | Sa             | Do             | Lu             | Ma             | Me             | Gi             | Ve             | Sa             | Do             | Lu             | Ma             | Me             | Gi             | Ve             | Sa             | Do             | Lu             | Ma             | Me             | Gi             | Ve             | Sa             | Do             | Lu             | Ma             | Me             | Gi             | Ve             | Sa             | Do             |                |